# Vitry-Laché
 Vitry-Laché  es una comuna y población de Francia, en la región de Borgoña, departamento de Nièvre, en el distrito de Clamecy y cantón de Brinon-sur-Beuvron.
Su población en el censo de 1999 era de 129 habitantes.
Está integrada en la Communauté de communes du Val du Beuvron.

## Demografía
| 180 | 202 | 155 | 147 | 137 | 129 |
| Para los censos de 1962 a 1999 la población legal corresponde a la población sin duplicidades (Fuente: INSEE [Consultar]) |     |     |     |     |     |